# 케치케메트 TE
케치케메트 TE(헝가리어: Kecskeméti Testedző Egyesület)는 케치케메트를 연고로 하는 헝가리의 축구 클럽이다. 현재는 넴제티 버이녹샤그 I에 참가하고 있다.

## 성적
- 넴제티 버이녹샤그 II 우승 1회 (2007-08)
- 넴제티 버이녹샤그 III 우승 4회 (1946, 1958, 1989-90, 1994-95)
- 헝가리 컵 우승 1회 (2010-11)

## 선수 명단

### 현역
- 벤체 바노-사보(2022 ~ )